# Queensland Gallery of Modern Art
Le Queensland Gallery of Modern Art, aussi connu sous l'acronyme GoMA (Gallery of Modern Art), est un musée australien situé à South Brisbane (en). Le Musée d'art moderne se concentre sur l'art des XXe et XXIe siècles.